# St. Nikolaus (Reckendorf)

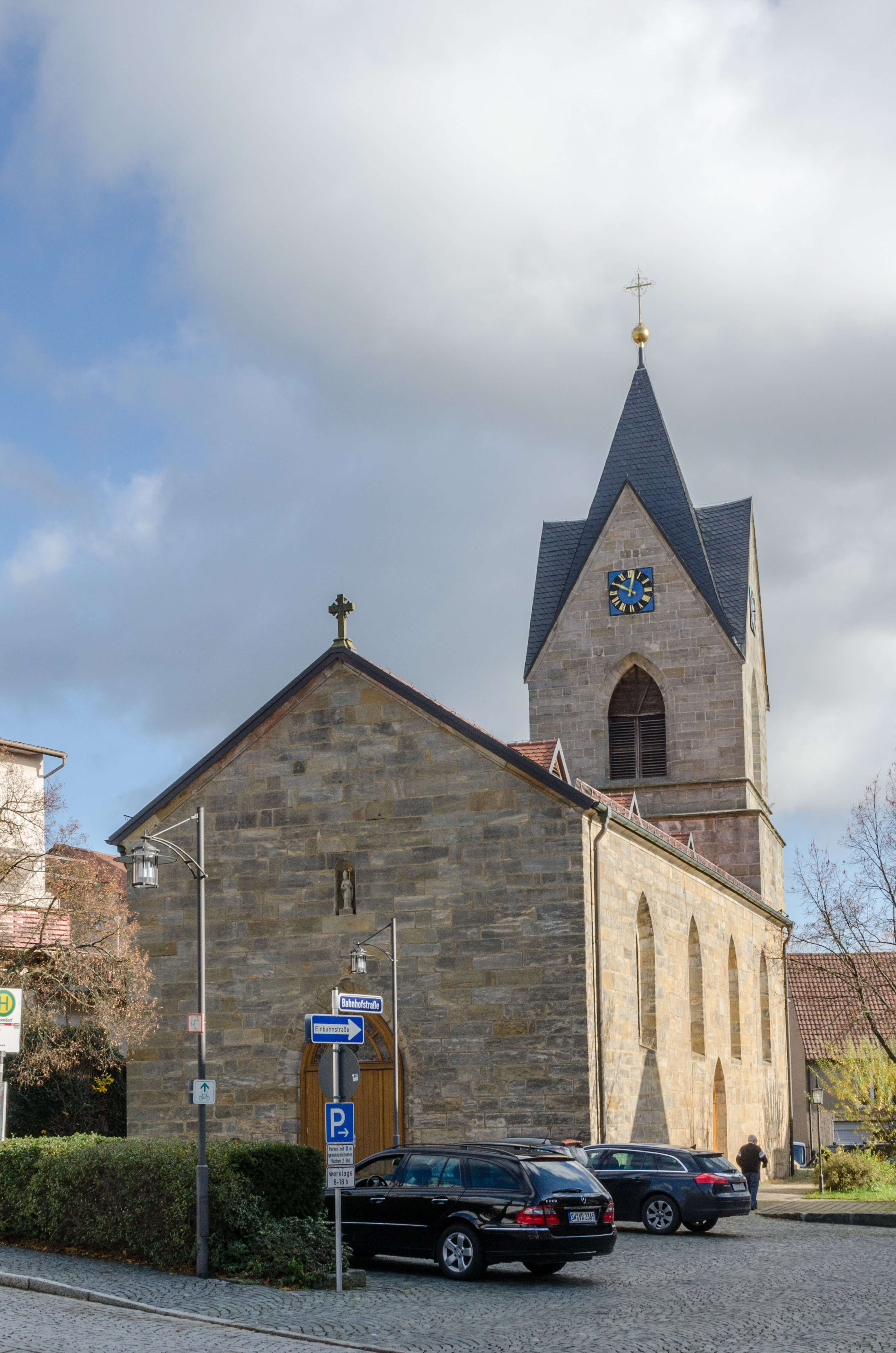
St. Nikolaus (Reckendorf)

Die römisch-katholische, denkmalgeschützte Pfarrkirche St. Nikolaus steht in Reckendorf, einer Gemeinde im oberfränkischen Landkreis Bamberg (Bayern). Etwa 1250 wurde eine Kirche errichtet, der Kern des Chorturms wird auf das 14. Jahrhundert datiert. Die Pfarrei gehört zur Pfarreiengemeinschaft St. Christophorus im Baunach-, Itz- und Lautergrund (Baunach) im Dekanat Haßberge des Bistums Würzburg. Kirchenpatron ist Nikolaus von Myra.

## Beschreibung
Die neugotische Saalkirche wurde aus Quadermauerwerk 1837 gebaut. Das mit einem Satteldach bedeckte Langhaus, ist gegenüber dem Vorgängerbau verlängert. Der Chorturm im Osten, der im Kern aus dem 14. Jahrhundert stammt, wurde 1837 auf drei Geschosse aufgestockt, das oberste beherbergt die Turmuhr und in Höhe der Giebel den Glockenstuhl. Bedeckt wurde er mit einem schiefergedeckten Faltdach. Über dem Portal in der Westfassade steht in einer Nische die Statuette des heiligen Nikolaus.
Im Chor, d. h. im Erdgeschoss des Chorturms, steht der um 1700 gebaute Hochaltar, dessen Altarretabel mit der Darstellung des Nikolaus von je zwei Säulen flankiert wird. Nikolaus ist dargestellt als Bischof mit Mitra und Bischofsstab und einem Buch, auf dem sich drei goldenen Kugeln befinden. An den Seiten stehen die Statuen von Kilian und Burkard. Im Altarauszug sind die Taube und das Auge Gottes dargestellt. Im Zentrum des linken Seitenaltars steht eine Skulptur Marias im Strahlenkranz, mit Szepter und Krone und den Jesusknaben mit der Weltkugel auf dem Arm. Der rechte Seitenaltar ist dem heiligen Josef geweiht, das Altarretabel zeigt die Heilige Familie. Im Giebelfeld des abschließenden Segmentbogens befindet sich eine Kartusche mit einer Marienkrönung. An der linken Wand des Chors befindet sich ein spätgotisches Sakramentshaus. 
Die Kanzel wurde zwischen 1680 und 1720 aufgestellt. Die Orgel mit 19 Registern, zwei Manualen und einem Pedal wurde 2010 von Hey Orgelbau errichtet.